# Adama Traoré (Fußballspieler, 1990)
Adama Traoré (* 3. Februar 1990 in Bondoukou) ist ein ivorischer Fußballspieler. Am 8. April 2014 wurde er auch australischer Staatsbürger.

## Vereinskarriere

### Australien
Traoré begann seine Karriere als Fußballprofi in seinem Heimatland beim Verein École de Football Yéo Martial. Später unterzeichnete er einen Dreijahresvertrag beim damaligen A-League-Club Gold Coast United im australischen Bundesstaat Queensland. Weil Gold Coast die Lizenz entzogen wurde, wechselte Traoré am 15. März 2012 zur A-League-Mannschaft Melbourne Victory, wo er einen Zweijahresvertrag unterschrieb.

### Vitória Guimarães
Am 14. Juni 2014 schloss er sich dem portugiesischen Verein Vitória de Guimarães an. Bei Vitória Guimarães wurde er 15 Mal eingesetzt.

### Basel
Er wechselte aber nach nur sechs Monaten zum FC Basel. Dort wurde er mit einem Vertrag bis 2018 ausgestattet, mit der Option auf Verlängerung bis zum Jahr 2019. Für Traoré endete seine erste Spielzeit in Basel mit Trainer Paulo Sousa erfolgreich. Das Team beendete die Fussballmeisterschaft 2014/15 zum 18. Mal als Meister (zum 6. Mal in Folge). Basel stand zudem im Finale des Schweizer Cups, welches aber gegen FC Sion 0:3 verloren ging. Während der zweiten Saisonhälfte bestritt Traoré zwölf Ligaeinsätze und drei Pokalspiele (darunter das Finale).
Unter Trainer Urs Fischer gewann Traoré am Ende der Meisterschaft 2015/16 und der Meisterschaft 2016/17 wieder den Meistertitel mit dem FCB. Für den Club war es der 8. Titel in Serie und insgesamt der 20. Titel in der Vereinsgeschichte. Sie gewannen auch den Pokalwettbewerb am 25. Mai 2017 mit drei zu null gegen Sion und somit das Double.

## Nationalmannschaft
Traoré war Juniorennationalspieler der Elfenbeinküste.

## Erfolge
FC Basel
- Schweizer Meister: 2014/15, 2015/16, 2016/17
- Schweizer Cupsieger: 2016/17